# Pseudomallocera auriflua
Pseudomallocera auriflua är en skalbaggsart som först beskrevs av Johann Christoph Friedrich Klug 1825.  Pseudomallocera auriflua ingår i släktet Pseudomallocera och familjen långhorningar. Inga underarter finns listade i Catalogue of Life.